# Золотопотіцьке лісництво
Золотопотіцьке лісництво» — територіально-виробнича одиниця ДП «Бучацьке лісове господарство» Тернопільського обласного управління лісового та мисливського господарства, підприємство з вирощування лісу, декоративного садивного матеріалу.

## Історія

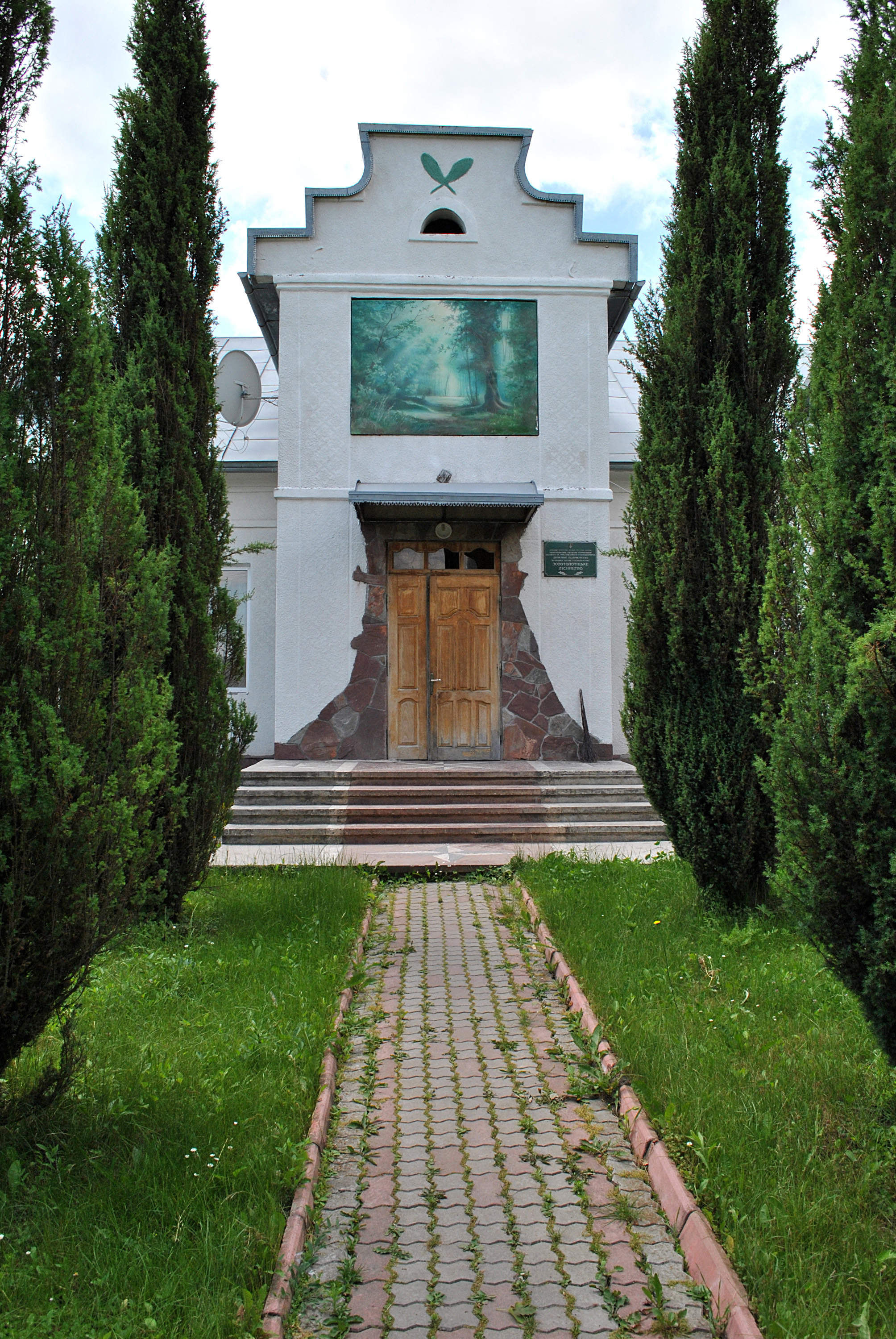
Золотопотіцьке лісництво

## Відомості
Площа лісових насаджень — 4558,0 га, всі розташовані в Бучацькому районі.

## Об'єкти природно-заповідного фонду
На території лісництва знаходиться ? об'єктів природно-заповідного фонду:
- Національний природний парк «Дністровський каньйон» — квартали 21, 23-30, 71, 80-83
- заказники
  - Межеліски
  - Чемерове
  - Савинське
- пам'ятки природи
  - Космиринська травертинова скеля
  - Золотопотіцька дубина
  - Вадівська бучина
  - Золотопотіцька березина
  - Дуб «Золотопотіцький № 1»
  - Дуб «Соколівський»
  - Дуб «Вадівський»
  - Дуб 5-стовбурний